# Децим Юний Силан Торкват (консул 53 г.)
Вижте пояснителната страница за други личности с името Юний Силан.
Децим Юний Силан Торкват (на латински: Decimus Iunius Silanus Torquatus; * 10 г.; † 64 г.) е политик и сенатор на Римската империя.

## Биография
Произлиза от клон Силан на фамилията Юнии. Син е на Марк Юний Силан Торкват (консул 19 г.) и Емилия Лепида, правнучка на Август. Брат е на Марк Юний Силан (консул 46 г.), на Луций Юний Силан (претор 48 г. и годеник на Октавия), на Юния Калвина и вероятно и на Юния Силана (или Юния Лепида).
През 53 г. Децим Юний Силан Торкват е консул от януари до юни заедно с Квинт Хатерий Антонин. По време на консулата му 16-годишният Нерон се жени за Октавия, дъщерята на император Клавдий. През лятото на 64 г. той е обвинен от Нерон в стремеж за трона. Преди присъдата Децим си разрязва вените. 